# Targhe d'immatricolazione della Bulgaria

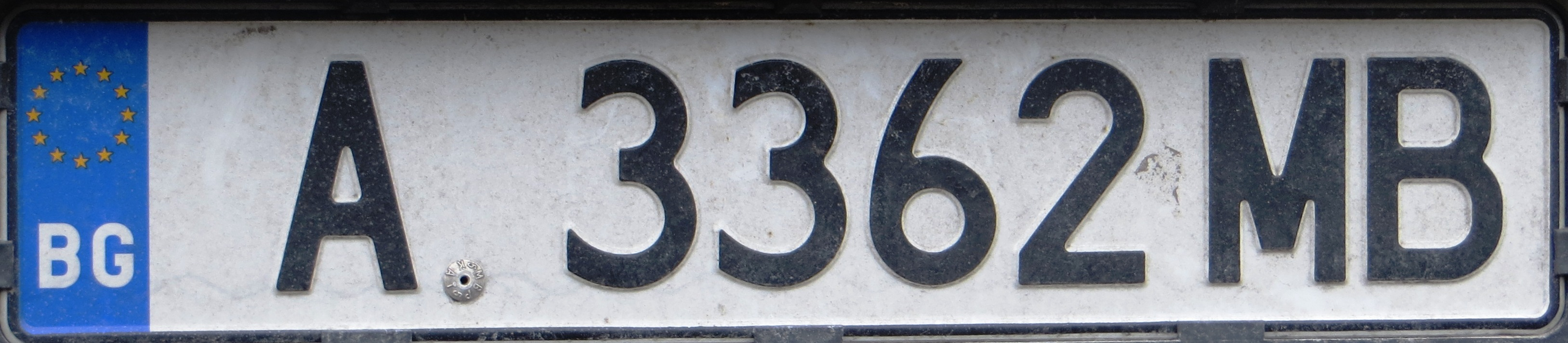
Targa standard con formato emesso dal 13 ottobre 2008

Le targhe d'immatricolazione della Bulgaria vengono utilizzate per identificare i veicoli immatricolati nel paese balcanico.

## Caratteristiche

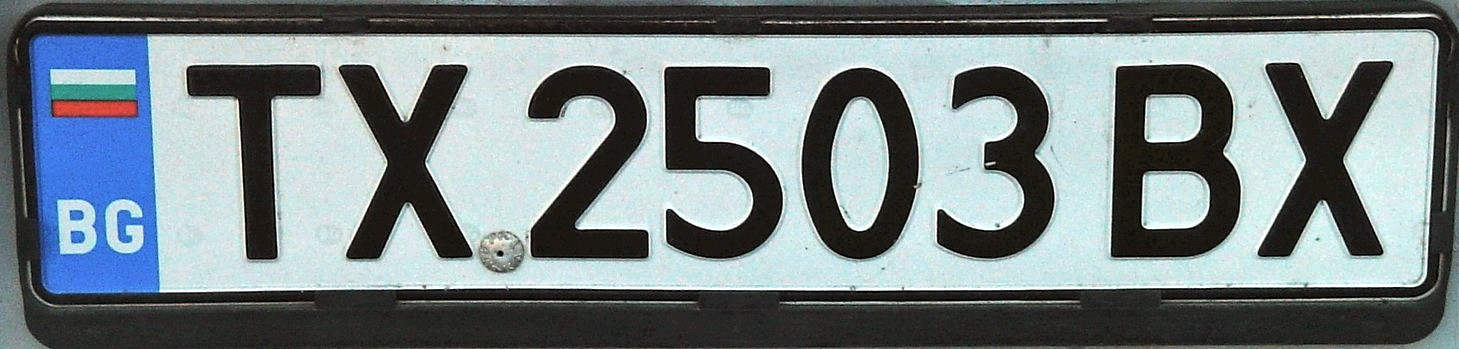
Formato utilizzato dal 1º aprile 2006 al 12 ottobre 2008

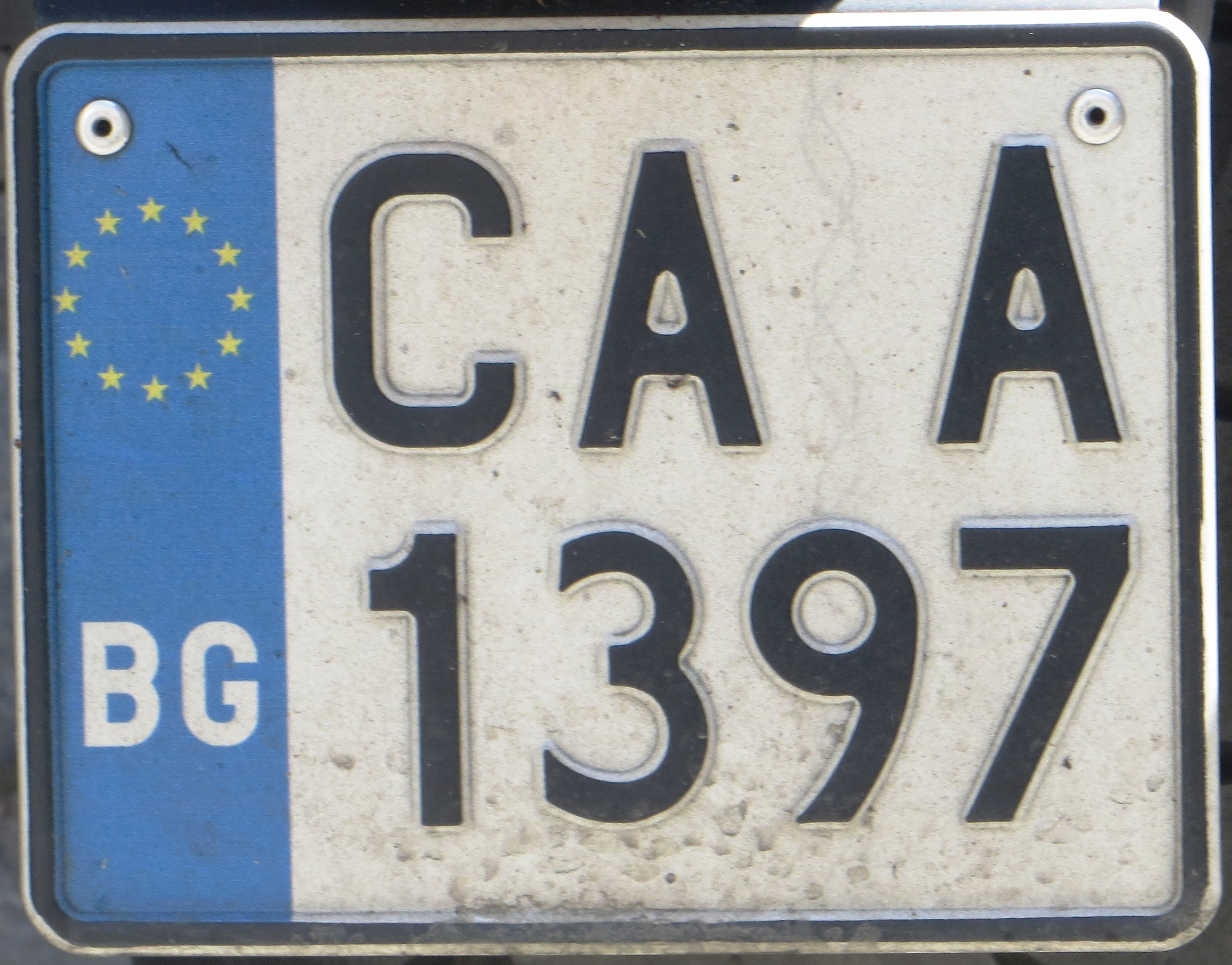
Targa di un motociclo del tipo in uso

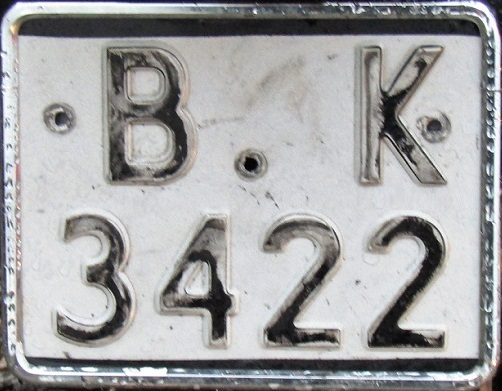
Targa pre-2013 di un motociclo

A sinistra la banda blu con le dodici stelle in cerchio dell'Unione europea dal 13 ottobre 2008 sormonta il codice internazionale del Paese (BG), di colore bianco. Dal 1º aprile 2006 al 12 ottobre 2008 era posizionata la bandiera bulgara al posto di quella europea.
Il corpo principale della targa è a fondo bianco con caratteri neri; è composto dalla sigla del distretto, quattro cifre e una parte finale costituita da una o due lettere, detta "serie", nella quale sono usate le lettere А, В, Е, К, М, Н, O, Р, С, Т, У, Х comuni all'alfabeto cirillico e a quello latino, anche se per il distretto di Jambol è stato scelto il codice У, che ricorda la lettera latina "Υ" ma in realtà è una lettera dell'alfabeto cirillico e corrisponde alla "U". 
Le targhe su un'unica linea, lunghe 490 mm e larghe 110, possono avere lo schema X(X) NNNNL o X(X) NNNNLL (X = lettera identificativa del distretto, N = cifra, L = lettera sequenziale); se la targa è stampata su due righe, il formato ha dimensioni 270 × 190 mm, del tipo X(X) LL/NNNN. La serie con un'unica lettera era utilizzata su veicoli vecchi e lo è tuttora su motocicli e ciclomotori, che recano la banda blu dal 2013 e misurano rispettivamente 190 × 150 mm e 130 × 80 mm.

### Rimorchi

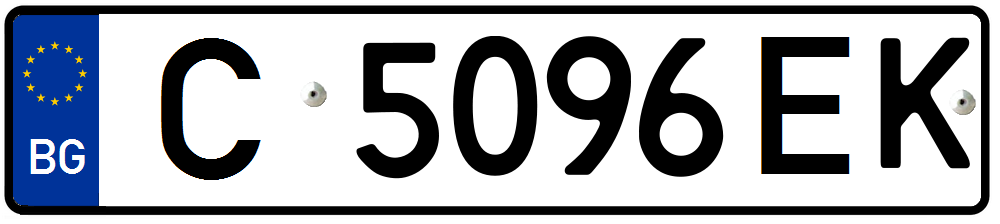
Esempio di formato per rimorchi

Tutti i rimorchi (compresi semirimorchi, rimorchi agricoli, roulotte e carrelli appendice) hanno dopo la sigla distrettuale una E come prima lettera della serie nel formato su due righe (es.: CAEX/1234); la "E" viene invece posposta alla numerazione nel formato su un'unica riga (es.: CA 1234 EX).

### Targhe personalizzate
Dal 2010 i formati X(X) NNNNNL o X(X) NNNNNN possono essere usati al posto di quello standard; X(X) rappresenta la sigla distrettuale, la L una lettera sequenziale e la N una cifra da 0 a 9. Il prezzo di queste targhe personalizzate attualmente varia da un minimo di 300 lev (circa 153€) a un massimo di 7.000 lev (circa 3.580€) e per questo motivo sono molto rare.

### Veicoli elettrici

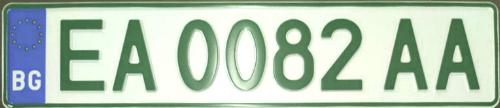
Targa di un autoveicolo ad alimentazione elettrica

A partire dal 17 novembre 2022, gli autoveicoli elettrici vengono immatricolati con targhe di colore verde scuro e che hanno le lettere fisse EA (iniziali di Електрически Автомобил, cioè "automobile elettrica") invece della/e lettera/e identificativa/e del distretto. Anche i motoveicoli ad alimentazione elettrica utilizzano targhe verdi su fondo bianco emesse centralmente, con il codice distrettuale sostituito dalle lettere EM, iniziali di Електрически Mотоциклет.

### Macchine agricole e da costruzione

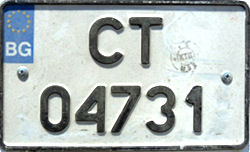
Formato in uso per macchine agricole o edili

Le macchine agricole e da costruzione dal 12 ottobre 2008 hanno targhe su doppia linea con font più marcato di quello usato nelle targhe ordinarie: la banda blu UE e la sigla del distretto sormontano una numerazione a quattro cifre, la prima delle quali è uno zero. 
 Da luglio 1992 alla data sopra specificata, le targhe di questi veicoli recavano scritto per esteso sulla riga superiore il nome del distretto in caratteri cirillici maiuscoli, su quella inferiore la banda blu (presente da aprile 2006) precedeva un numero progressivo di cinque cifre a partire da 00001 e, all'interno di un bordo quadrato nero, la sigla dell'area di immatricolazione.

### Targhe ripetitrici

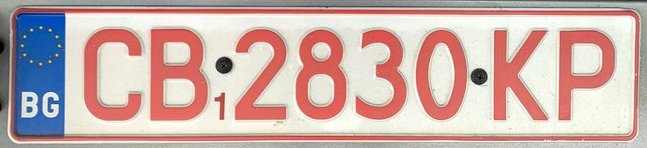
Targa ripetitrice per portabiciclette da gancio di traino

Dal 1º giugno 2015 le targhe ripetitrici da apporre sui portabiciclette da gancio di traino hanno caratteri rossi su fondo bianco. Tra sigla del distretto e numerazione è impressa in basso una cifra di dimensioni ridotte, che è "1" se la targa ripetitrice è una sola; in Bulgaria infatti possono essere emesse diverse targhe ripetitrici per lo stesso veicolo.

## Targhe provvisorie e diplomatiche

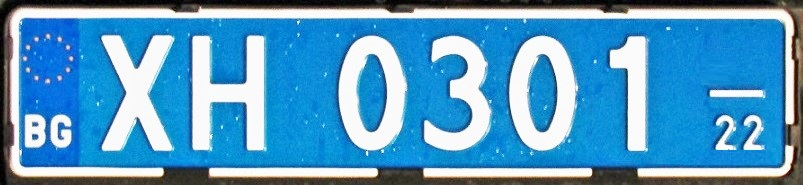
Targa di un veicolo intestato a uno straniero e importato per brevi periodi

- Le targhe di veicoli intestati a stranieri e importati in Bulgaria per brevi periodi hanno caratteri bianchi su sfondo azzurro o celeste; le lettere XX o (dal 2019 per esaurimento delle combinazioni numeriche) XH precedono un numero di quattro cifre e l'indicazione dell'anno di scadenza della validità espresso con le ultime due cifre sotto una lineetta orizzontale.

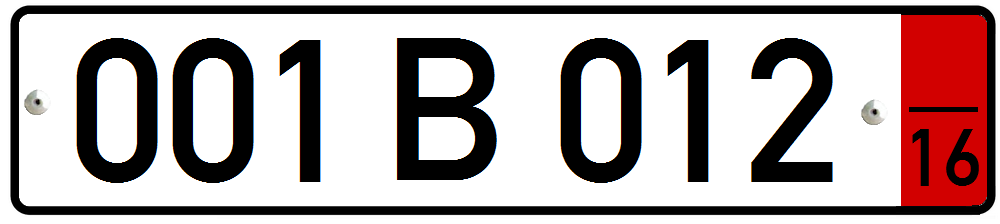
Modello di targa provvisoria (16 = 2016) per concessionari

- Dal 1996 le targhe provvisorie per proprietari di concessionarie, autofficine o autorimesse si contraddistinguono per la lettera B, che sta per временен ("provvisorio" in bulgaro), posizionata tra due numeri di tre cifre. I caratteri sono neri. Sul margine destro è presente una banda rossa verticale sulla quale sono impresse, anch'esse in nero, due cifre corrispondenti al mese (non sempre presente, sopra una lineetta) e all'anno (sotto la lineetta) di scadenza della validità. Fino al 1996 le targhe prova avevano a sinistra la scritta ПРОБEH (cioè "PROVA") a caratteri ridotti, che precedeva uno spazio, la sigla del distretto, un ulteriore spazio e un numero progressivo di tre cifre. I caratteri erano rossi su fondo bianco[3].

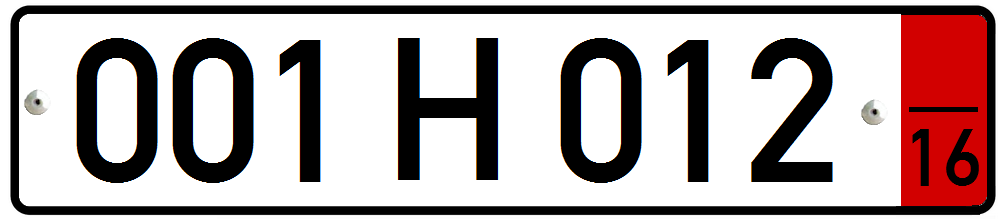
Facsimile di targa da esportazione

- Sempre dal 1996, le targhe con gli stessi colori e la stessa distribuzione delle cifre della serie per concessionari ma con l'unica lettera H[4] o (dal 2017 a causa dell'esaurimento delle combinazioni numeriche) M sono riservate ai veicoli da esportazione che devono ancora essere immatricolati, mentre quelle con la lettera T contraddistinguono i veicoli in transito (транзит) nel territorio della Bulgaria. Fino alla fine degli anni Ottanta la serie assegnata a questi ultimi aveva il fondo rosso e la dicitura TPAHЗИT BAЖИ ДO (ossia "transito valido fino a") di colore bianco e a caratteri ridotti che sormontava due numeri di tre cifre, anch'essi bianchi, separati da un trattino in base allo schema 012-345. Presumibilmente nel 1990 venne introdotto un formato diverso con l'aggiunta della lettera T secondo lo schema 012 T 345 e la base nera. In ambedue i formati la validità era indicata a destra come in quello attuale.

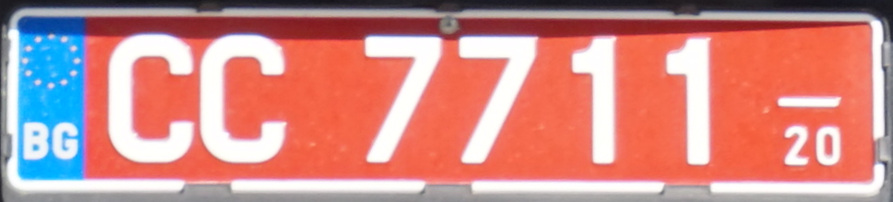
Targa diplomatica (77 = Malta)

- Le targhe delle autovetture dei Corpi diplomatici e consolari sono simili a quelle ordinarie, con la banda blu a sinistra, ma hanno colori diversi: lettere e cifre sono bianche su sfondo rosso. Le targhe d'immatricolazione che cominciano con C designano uno status diplomatico, il codice CC viene usato per uno status consolare e la sigla CT per veicoli appartenenti al personale delle rappresentanze diplomatiche con mansioni di assistenza tecnica. Le prime due cifre del numero identificano il Paese o l'organizzazione internazionale del funzionario a cui è intestata la vettura; le altre due cifre sono un numero seriale che avanza progressivamente da 01, dal momento che il numero 00 è riservato alla vettura ufficiale dell'ambasciatore. A destra due piccole cifre in alto (non sempre presenti) e altrettante in basso, allineate in verticale sotto una lineetta, indicano rispettivamente il mese e l'anno di scadenza della targa (es.: 07 = luglio, 18 = 2018).
Fino al 1992 i codici in uso erano solo ДT per il Corpo diplomatico e TC per il personale senza status diplomatico accreditato presso un'ambasciata; entrambe le sigle erano a caratteri neri fino a tutto il 1985, bianchi su fondo rosso a partire dal 1986.

| Numero | Paese          | Numero | Paese         | Numero | Paese                | Numero | Paese                                                 |
| ------ | -------------- | ------ | ------------- | ------ | -------------------- | ------ | ----------------------------------------------------- |
| 01     | Regno Unito    | 26     | Venezuela     | 51     | Albania              | 76     | Serbia                                                |
| 02     | Stati Uniti    | 27     | Ghana         | 52     | Vietnam              | 77     | Malta                                                 |
| 03     | Stati Uniti    | 28     | Egitto        | 53     | Vietnam              | 78     | Kazakistan                                            |
| 04     | Germania       | 29     | Ecuador       | 54     | Germania Est         | 79     | Sudafrica                                             |
| 05     | Turchia        | 30     | Etiopia       | 55     | Germania Est         | 80     | Città del Vaticano                                    |
| 06     | non utilizzato | 31     | India         | 56     | Cambogia             | 81     | Unione europea                                        |
| 07     | Grecia         | 32     | Indonesia     | 57     | Cina                 | 82     | Slovenia                                              |
| 08     | Francia        | 33     | Iraq          | 58     | Cina                 | 83     | Banca Mondiale                                        |
| 09     | Francia        | 34     | Iran          | 59     | Corea del Nord       | 84     | Croazia                                               |
| 10     | Italia         | 35     | Yemen         | 60     | Cuba                 | 85     | EBRD                                                  |
| 11     | Belgio         | 36     | Colombia      | 61     | Cuba                 | 86     | Macedonia del Nord                                    |
| 12     | Danimarca      | 37     | Kuwait        | 62     | Mongolia             | 87     | Cipro                                                 |
| 13     | Paesi Bassi    | 38     | Libia         | 63     | Nicaragua            | 88     | Norvegia                                              |
| 14     | Spagna         | 39     | Libano        | 64     | Polonia              | 89     | Ucraina                                               |
| 15     | Portogallo     | 40     | Marocco       | 65     | Polonia              | 90     | Moldavia                                              |
| 16     | Svezia         | 41     | Messico       | 66     | Romania              | 91     | Armenia                                               |
| 17     | Svizzera       | 42     | Perù          | 67     | Romania              | 92     | Bielorussia                                           |
| 18     | Austria        | 43     | Siria         | 68     | Russia               | 93     | Organizzazione internazionale della francofonia (OIF) |
| 19     | Argentina      | 44     | Uruguay       | 69     | Russia               | 94     | Tagikistan                                            |
| 20     | Giappone       | 45     | Irlanda       | 70     | Azerbaigian          | 95     | Sudan                                                 |
| 21     | Finlandia      | 46     | Palestina     | 71     | Bosnia ed Erzegovina | 96     | Forze internazionali di pace dell'ONU                 |
| 22     | non utilizzato | 47     | Nazioni Unite | 72     | Ungheria             | 97     | Malta                                                 |
| 23     | Afghanistan    | 48     | Nazioni Unite | 73     | Ungheria             | 98     | Georgia                                               |
| 24     | Algeria        | 49     | FMI           | 74     | Rep. Ceca            | 99     | Estonia                                               |
| 25     | Brasile        | 50     | Corea del Sud | 75     | Slovacchia           | 00     | non utilizzato                                        |

## Veicoli militari e della Protezione civile
| Sigla in uso dal 2006   | Corpo                                | Codice/i utilizzato/i fino al 2006 |
| ----------------------- | ------------------------------------ | ---------------------------------- |
| BA, nero su bianco      | Bulgarian Army (Esercito Bulgaro)    | A, В, CB, TB, У, rosso su bianco   |
| CP †, azzurro su bianco | Civil Protection (Protezione civile) | ГЗ, azzurro su bianco              |

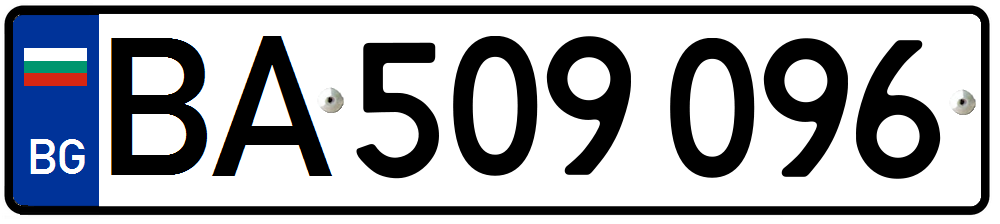
Targa di un automezzo militare (grafica 2006–2008)

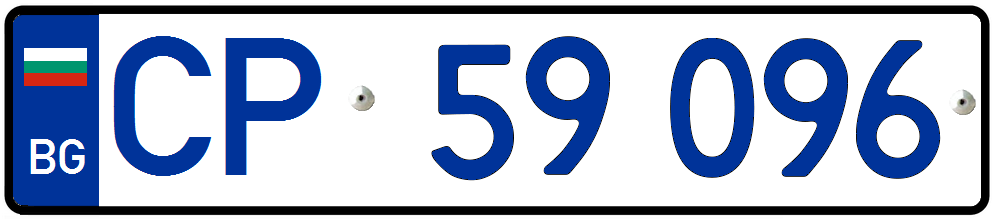
Formato 2006–2008 per veicoli della Protezione civile

Dal 2008 la bandiera nazionale all'interno della banda blu è stata sostituita dalla bandiera dell'Unione europea. 
A partire dal 2015 tutti i veicoli della Protezione civile (che includeva i mezzi in dotazione ai Vigili del fuoco) sono immatricolati con targhe ordinarie in seguito all'incorporazione del Corpo suddetto nel Ministero dell'interno.

## Sigle automobilistiche e distretti corrispondenti
| Attuale sigla                   | Distretto                       | Codici utilizzati dal 1986 a luglio 1992 | Codici pre-1986 |
| ------------------------------- | ------------------------------- | ---------------------------------------- | --------------- |
| A                               | Burgas                          | Б                                        | Бс, Б           |
| B                               | Varna                           | B                                        | В               |
| BH                              | Vidin                           | ВД                                       | Вд              |
| BP                              | Vraca                           | ВР                                       | Вр              |
| BT                              | Veliko Tărnovo                  | ВТ                                       | ВТ, Tн          |
| C, CA (dal 2006), CB (dal 2014) | Sofia città (Sofija)            | C                                        | Сф, C, A        |
| CC                              | Silistra                        | СС                                       | Сс              |
| CH                              | Sliven                          | СЛ                                       | Сл              |
| CM                              | Smoljan                         | СМ                                       | См              |
| CO                              | Sofia distretto (Sofija-Oblast) | CO, СФ                                   | Cф, CO          |
| CT                              | Stara Zagora                    | СЗ                                       | СтЗ, СЗ         |
| E                               | Blagoevgrad                     | БЛ                                       | Бл              |
| EB                              | Gabrovo                         | Г                                        | Гб              |
| EH                              | Pleven                          | ПЛ                                       | Пл              |
| H                               | Šumen                           | Ш                                        | Шн, Ш, Kг       |
| K                               | Kărdžali                        | К                                        | Кж, К           |
| KH                              | Kjustendil                      | КН                                       | Кн              |
| M                               | Montana                         | М                                        | Мх, М           |
| OB                              | Loveč                           | Л                                        | Лч, Л           |
| P                               | Ruse                            | Р                                        | Р               |
| PA                              | Pazardžik                       | ПЗ                                       | Пз              |
| PB                              | Plovdiv                         | П                                        | Пд, П           |
| PK                              | Pernik                          | ПК                                       | Пк, Дм          |
| PP                              | Razgrad                         | PЗ                                       | Рз              |
| T                               | Tărgovište                      | Т                                        | Тщ, Т           |
| TX                              | Dobrič                          | ТХ                                       | Тх              |
| X                               | Haskovo                         | Х                                        | Хс, Х           |
| У                               | Jambol                          | Я                                        | Яб, Я           |

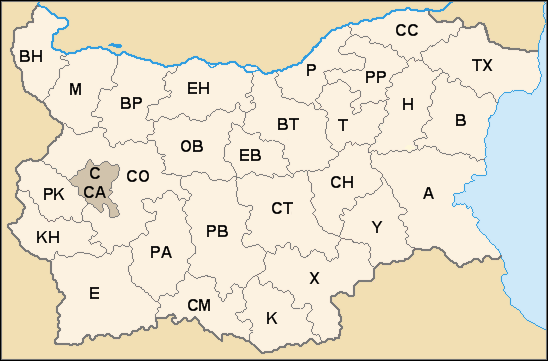
Carta con la suddivisione della Bulgaria in distretti e rispettive sigle in uso nelle targhe d'immatricolazione

Da luglio 1992 i codici identificativi dei capoluoghi distrettuali utilizzano solo lettere dell'alfabeto latino che abbiano una corrispondenza con le lettere dell'alfabeto cirillico (А, В, С, Е, Н, К, М, О, Р, Т, Х, У), anche se la pronuncia non è la stessa. Per mancanza di caratteri comuni ai due alfabeti, viene usata la sigla TX per il distretto di Dobrič, il cui nome fino al 1991 era Tolbuhin (in cirillico Tолбухин). Quanto alla sigla EB identificativa del distretto di Gabrovo, secondo l'ipotesi più accreditata sarebbero le prime lettere della parola Eврoпа (cioè "Europa") in caratteri cirillici, un omaggio della città di Gabrovo alla nascita dell'Unione Europea, avvenuta a Maastricht il 7 febbraio 1992, proprio l'anno in cui venne introdotta questa sigla automobilistica; qualcuno ritiene invece che le lettere "EB" stiano per Sevlievo (Cевлиево), seconda città del distretto per importanza e numero di abitanti dopo il capoluogo. Il distretto di Montana fino al 1986 aveva, oltre a "M", il codice Mx perché prima del 1992 il nome ufficiale di questa città era Mihajlovgrad (in cirillico Mихайлoвград).

## Formati pre-1992

### 1986−1992

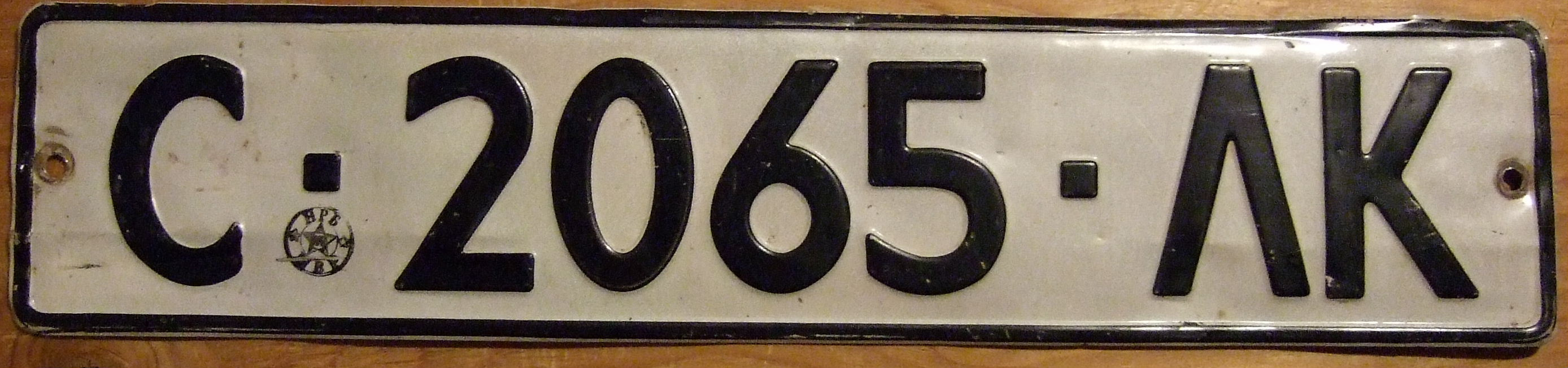
Formato 1986–07/1992 per veicoli di proprietà dello Stato

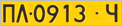
Targa standard 1986–07/1992 di un veicolo commerciale di proprietà privata

Dal 1986 a luglio 1992 il formato era simile a quello attuale, ma tra il codice distrettuale e le cifre e tra queste e la/e lettera/e a destra comparivano dei punti, era inoltre ammesso l'uso di lettere dell'alfabeto cirillico. I veicoli di proprietà dello Stato avevano targhe d'immatricolazione con caratteri neri su fondo bianco; anche nei veicoli privati i caratteri erano neri ma su base gialla. La lettera cirillica Ч dopo la numerazione indicava veicoli commerciali di proprietà privata. 
Le targhe delle macchine agricole e dei rimorchi erano su doppia linea con dimensioni 290 × 170 mm; le cifre erano più grandi delle lettere e nei rimorchi la sigla distrettuale precedeva una "E". Motocicli e ciclomotori avevano un formato ovale con misure identiche a quelle attuali. 
Entro il 1º giugno 2006 queste targhe dovevano essere sostituite con il tipo conforme all'UE recante a sinistra la banda blu, introdotto due mesi prima.

### 1969−1986

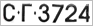
Formato 1969–1986 per veicoli di proprietà statale

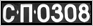
Targa standard 1969–1986 per veicoli privati

Dal 1969 al 1986 lettere e cifre erano bianche in campo nero nei veicoli privati, in quelli di proprietà statale i colori erano invertiti. La sigla dell'area di immatricolazione, consistente in una, due o (solo nel caso di Stara Zagora) tre lettere dell'alfabeto cirillico, era seguita da un'altra lettera in cirillico e un numero di quattro cifre. Tra il codice e la lettera e tra questa e le cifre si trovava una losanga di dimensioni ridotte, posizionata in alto o al centro.

### 1944−1969

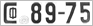
Design in uso dal 1944 al 1969

Dal 1944 al 1969 le targhe erano tutte bianche con caratteri neri; questa serie faceva seguire al codice distrettuale due numeri a due cifre separati da un trattino, del tipo X(x) NN-NN. Sistema e colori erano identici dal 1931 al 1944, mentre la numerazione era progressiva da un minimo di una a un massimo di quattro cifre, senza il trattino separatore.